# 圣乔治德莱韦雅克
圣乔治德莱韦雅克（法語：Saint-Georges-de-Lévéjac，法語發音：[sɛ̃ ʒɔʁʒ də leveʒak]）是法国洛泽尔省的一个市镇，属于弗洛拉克区。

## 地理
圣乔治德莱韦雅克（44°19'9"N, 3°13'51"E）面积56.26 平方千米，位于法国奧克西塔尼大區洛泽尔省，该省份为法国南部内陆省份，北起上盧瓦爾省和康塔爾省，西接阿韦龙省，南至加尔省，东临阿尔代什省。
与圣乔治德莱韦雅克接壤的市镇（或旧市镇、城区）包括：拉卡努尔格、拉马莱讷、莱维涅、圣罗姆德多朗、勒马塞格罗、勒雷库、拉蒂约勒。

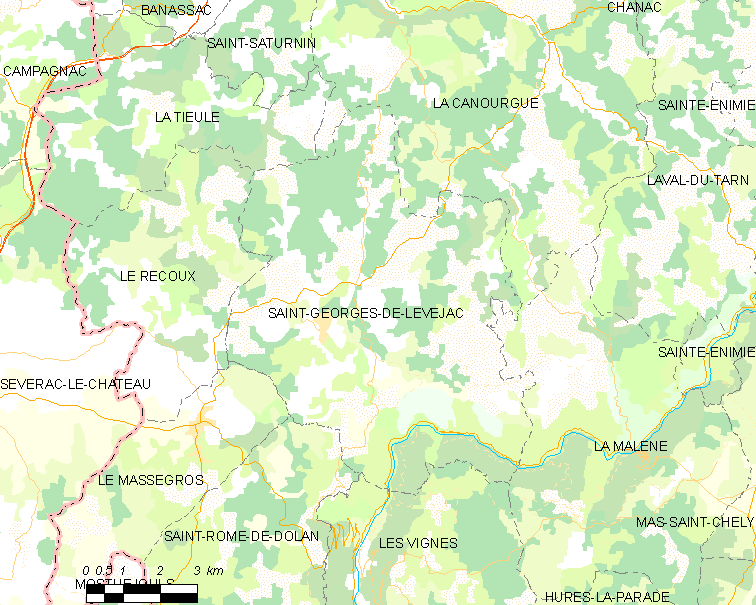
圣乔治德莱韦雅克的OSM定位图

圣乔治德莱韦雅克的时区为UTC+01:00、UTC+02:00（夏令时）。

## 行政
圣乔治德莱韦雅克的邮政编码为48500，INSEE市镇编码为48154。

## 政治
圣乔治德莱韦雅克所属的省级选区为拉卡努尔格县。

## 人口

1962-2008年间圣乔治德莱韦雅克人口变化图示

圣乔治德莱韦雅克于2018年1月1日时的人口数量为273人。